# Karl Ferdinand Helleiner
Karl Ferdinand Helleiner (geboren 19. April 1902 in Wien, Österreich-Ungarn; gestorben 28. Februar 1984 in Toronto) war ein austrokanadischer Wirtschaftshistoriker.

## Leben
Karl Ferdinand Helleiner war ein Sohn des Hofrats Karl Helleiner (1877–1928), der ab 1924 administrativer Leiter der Staatstheaterverwaltung war, und der Karoline Fischer (1876–1943), er hatte zwei Schwestern. Er heiratete 1929 Grethe Deutsch, die Tochter des sozialistischen Politikers Julius Deutsch. Der 1930 geborene Biochemiker Christopher Walter Helleiner und der 1936 geborene Wirtschaftswissenschaftler Gerald Karl Helleiner sind Söhne, der Politologe Eric Helleiner (1963–) ist ein Enkel, der österreichische Kunsthistoriker Walter Krause (1943–) ein Neffe.
Helleiner besuchte das Bundesrealgymnasium Wien XIV und studierte ab 1921 Geschichte und Kunstgeschichte an der Universität Wien. Er wurde 1925 mit der Dissertation Geschichte der Besiedelung des Ennswaldes vom 9. bis zum 13. Jahrhundert promoviert und wurde Mitglied des Instituts für österreichische Geschichtsforschung und Forschungsassistent für die Monumenta Germaniae Historica. 1927 wurde er zum Stadtarchivar von St. Pölten ernannt und arbeitete mit an der von Anton Scheiblin geleiteten pädagogisch-heimatkundlichen Zeitschrift Die Arbeitsgemeinschaft.
Nach dem Anschluss Österreichs wurde er in St. Pölten entlassen. Er emigrierte mit seiner Familie zunächst nach England und dann durch Vermittlung seines Kollegen Gerhart B. Ladner nach Kanada, wo er 1945 die Staatsbürgerschaft erhielt. Er wurde 1942 Lecturer an der University of Toronto und 1959 ordentlicher Professor für Political Economy. Helleiner wurde Fellow der Royal Society of Canada und erhielt einen Ehrendoktor der York University. 

## Schriften (Auswahl)
- Ein Deperditum von Heinrich IV. In: Mitteilungen des Instituts für Österreichische Geschichtsforschung. Bd. 41, 1926, S. 412–418
- Die Gründungsurkunde von Kremsmünster und der Grunzwiti-Gau. In: Mitteilungen des Instituts für Österreichische Geschichtsforschung. Ergänzungsband / 11. Oswald Redlich zugeeignet anläßlich der Feier seines siebzigsten Geburtstages. Innsbruck 1929, S. 121–128
- (Hrsg.): Readings in European Economic History. 1946
- The imperial loans : a study in financial and diplomatic history. Clarendon Press, Oxford 1965
- The Population of Europe from the Black Death to the Eve of the Vital Revolution. 1967
- Free Trade and Frustration: Anglo-Austrian negotiations 1860–70. Univ. of Toronto Press, Toronto 1973